# あなたへのラブ・ソング〜ヴィヴィアン・チョウ・ビデオ・クリップ・コレクション
『あなたへのラヴ・ソング〜ヴィヴィアン・チョウ・ビデオ・クリップ・コレクション』（英語: Love Song For You 〜 Vivian Chow Music video Collection） は、香港出身の歌手ビビアン・チョウの日本における1枚目の広東語のビデオ・アルバム。このアルバムは1995年8月2日にユニバーサルミュージックからリリースされた。

## 解説
日本での独自企画盤。ポストカード付き。ビビアン・チョウが香港ポリグラムに在籍していた時代（1993年 - 1995年）の代表作12曲を収めたビデオ・クリップ集。

## 収録曲
| #   | タイトル                                   | 作詞 | 作曲 |  |
| --- | ------------------------------------------ | ---- | ---- |  |
| 1.  | 「メッセージ・トゥ・ジャパニーズ・ファン」 |      |      |  |
| 2.  | 「変わらぬ想い」                           |      |      |  |
| 3.  | 「あなたが好き」                           |      |      |  |
| 4.  | 「もしもわかってもらえたなら」             |      |      |  |
| 5.  | 「イメージ・ピクチャー」                   |      |      |  |
| 6.  | 「ロンリーハート」                         |      |      |  |
| 7.  | 「ひとりよがりの愛」                       |      |      |  |
| 8.  | 「イメージ・ピクチャー」                   |      |      |  |
| 9.  | 「最愛」                                   |      |      |  |
| 10. | 「早く気付いて」                           |      |      |  |
| 11. | 「イントロデューシング・ヴィヴィアン」     |      |      |  |
| 12. | 「ラヴ・ソング・シャ・ラ・ラ」             |      |      |  |
| 13. | 「恋のなごり」                             |      |      |  |
| 14. | 「揺れる心」                               |      |      |  |
| 15. | 「イメージ・ピクチャー」                   |      |      |  |
| 16. | 「仮装」                                   |      |      |  |
| 17. | 「時はすぎてゆく」                         |      |      |  |
| 18. | 「エンディング」                           |      |      |  |